# فلويد تومسون
فلويد تومسون هو لاعب هوكي الجليد كندي، ولد في 14 يونيو 1949 في غريتر سودبوري في كندا.

## وصلات خارجية
- فلويد تومسون على موقع دوري الهوكي الوطني (الإنجليزية)
- فلويد تومسون على موقع قاعة مشاهير الهوكي (لاعب أن.إتش.أل) (الإنجليزية)
- فلويد تومسون على موقع EliteProspects.com (الإنجليزية)
- فلويد تومسون على موقع HockeyDB.com (الإنجليزية)
- فلويد تومسون على موقع Hockey-Reference.com (الإنجليزية)